# Уалинка (кратер)
Вижте пояснителната страница за други значения на Уалника.
Уалинка (на английски: Ualinka) е ударен кратер разположен на планетата Венера. Той е с диаметър 8,1 km, и е кръстен на осетинското име Уалинка.